# Marnes
Marnes är en kommun i departementet Deux-Sèvres i regionen Nouvelle-Aquitaine i västra Frankrike. Kommunen ligger i kantonen Airvault som tillhör arrondissementet Parthenay. År 2022 hade Marnes 220 invånare.

## Befolkningsutveckling
Antalet invånare i kommunen Marnes
| Referens: INSEE |